# Andrea Ferrigato
Andrea Ferrigato (født 1. september 1969 i Schio) er en tidligere italiensk landevejscykelrytter.